# رافاييل راموس (لاعب كرة قدم)
رافاييل راموس (9 يناير 1995 في البرتغال - ) هو لاعب كرة قدم برتغالي في مركز الدفاع. شارك مع منتخب البرتغال تحت 19 سنة لكرة القدم ومنتخب البرتغال تحت 20 سنة لكرة القدم. أما مع النوادي، فقد لعب مع أورلاندو سيتي وOrlando City SC (2010–2014) ‏.

## وصلات خارجية
- رافاييل راموس على موقع الدوري الأمريكي (الإنجليزية)
- رافاييل راموس على موقع قاعدة بيانات كرة القدم.إي يو (الإنجليزية)
- رافاييل راموس على موقع Soccerway.com (الإنجليزية)
- رافاييل راموس على موقع عالم كرة القدم.نت (الإنجليزية)
- رافاييل راموس على موقع AS.com (الإسبانية)